# إسماعيل العجيلي (فنان سوري)
إسماعيل العجيلي ( 1368هـ 1949م/ 1447هـ 2025م) فنان سوري من محافظة الرقة، رئيس فرع نقابة الفنانين في المنطقة الشرقية ،مؤسس ومدرب فرقة الرقة للفنون الشعبية.

## حياتة وعمله
إسماعيل العجيلي ( 1368هـ 1949م/ 1447هـ 2025م) فنان سوري من مواليد مدينة الرقة .في عام 1968 قام بتأسيس فرقة الرقة للفنون الشعبية. متزامنة مع تأسيس فرقة كركلا اللبنانية، لتصبح أول فرقة تعنى بالموروث الشعبي في المنطقة. وقد جسدت تراث منطقة وادي الفرات، ونقل مفرداته، وتراثه الشعبي إلى جميع أنحاء العالم، واستطاعت من خلال ذلك تحقيق نجاحات كبيرة، وحصدت جوائز عديدة في المهرجانات العربية والعالمية، وقد اقترن اسم الفرقة باسم "الرقة"، وحققت من خلال هذا التزاوج مكانة مرموقة لمحافظة "الرقة" بين المحافظات السورية والبلدان العربية.كما شاركت الفرقة في دورة الرقص بألمانيا الشرقية لمدة ثلاثة أشهر عام 1974. تعامل إسماعيل العجيلي، من خلال الفرقة، مع الشعراء والملحنين والمطربين.مثل زكي ناصيف، إيلي شويري، شربل روحانا، إحسان المنذر، سمير كويفاتي، رنيم عساف، عدنان أبو الشامات، مطيع المصري، عبد السلام سفر، نوري اسكندر، عاصم سكر، غسان صليبا، علي حليحل، إلياس كرم، سمية بعلبكي، ميادة بسيليس، خولة الحسن. منالشعراء والأدباء الدكتور عبد السلام العجيلي، طلال حيدر، موسى زغيب، والدكتور باسم القاسم.قدم العجيلي وفرقة الرقة العديد من الأعمال الفنية التي أثرت المشهد الثقافي، منها العروض الغنائية: "قمر على الشرق"، "ليل البوادي"، "الصحراوية"، "قصر البنات"، "برج عليا"، "عرس الصبايا"، "عرس الغيوم"، "صيد الحباري"، "ليل العشاير".المسرحيات الغنائية: "حصار الثكنة" من ألحان نوري اسكندر عام 1994.اللوحات البانورامية الراقصة: "اللالا"، "الجزراوية"، "الفراتية"، "الدلعونا"، "ع الماني"، "الأصايل"، "الأسمر".

## الجوائز والتكريمات
حصدت فرقة الرقة للفنون الشعبية تحت قيادة إسماعيل العجيلي العديد من الجوائز المرموقة من أبرز هذه الجوائز:
- جائزة مهرجان الأسفار والسياحة العالمية في باريس عام 1987.
- جائزة مهرجان الأسفار والسياحة العالمية في لندن عام 1988.
- جائزة مهرجان الأسفار والسياحة العالمية في مدريد عام 1985.
- جائزة مهرجان الأسفار والسياحة العالمية في ميلانو عام 1989.
- كرمته وزارة الثقافة السورية في يوم الثقافة عام 2017م.

كما نالت الفرقة جوائز في مهرجانات أخرى في فرنسا وعدد من الدول العربية والأوروبية والأمريكية

## وفاتة
توفي إسماعيل العجيلي في 9 تموز 2025م وقد نعته الأوساط الفنية السورية والعربية .

## روابط خارجية
- لقاء مع الفنان إسماعيل العجيلي مع الموسيقار سعدالله آغا العلقة